# كفاءة التوزيع
الكفاءة التوزيعية (بالإنجليزية: Allocative efficiency)، هي حالة الاقتصاد التي يمثل فيها الإنتاج تفضيلات المستهلك، أو بمعنى آخر، هو الحصول على أكبر قدر من رضا المستهلك من الموارد المتاحة؛ على وجه الخصوص، يتم إنتاج كل سلعة أو خدمة حتى النقطة التي توفر فيها الوحدة الأخيرة فائدة هامشية للمستهلكين تساوي التكلفة الحدية للإنتاج.
في نظرية العقد، يتم تحقيق الكفاءة التخصيصية في العقد حيث تكون المهارة التي يطلبها الطرف مقدم العرض ومهارة الطرف المتفق عليهما هي نفسها.
على الرغم من وجود معايير تقييم مختلفة لمفهوم الكفاءة التوزيعية، يؤكد المبدأ الأساسي أنه في أي نظام اقتصادي، فإن الخيارات في تخصيص الموارد تنتج كلا من «الفائزين» و«الخاسرين» بالنسبة للخيار الذي يتم تقييمه. كما تفترض مبادئ الاختيار العقلاني، والتعظيم الفردي، والنفعية، ونظرية السوق أنه يمكن تحديد نتائج الفائزين والخاسرين ومقارنتها وقياسها. في ظل هذه المقدمات الأساسية، يمكن تحديد الهدف المتمثل في تحقيق الكفاءة التوزيعية وفقًا لبعض المبادئ حيث تكون بعض التخصيصات أفضل من غيرها بشكل شخصي.
ينتج الاقتصاد ذو الكفاءة التوزيعية «مزيج مثالي» من السلع. تكون الشركة فعالة بشكل مخصص عندما يكون سعرها مساوياً لتكاليفها الحدية (أي P = MC) في السوق المثالي. يتزامن منحنى الطلب مع منحنى المنفعة الحدية، الذي يقيس المنفعة (الخاصة) للوحدة الإضافية، بينما يتزامن منحنى العرض مع منحنى التكلفة الحدية، الذي يقيس التكلفة (الخاصة) للوحدة الإضافية. في الأسواق المثالية، لا توجد عوامل خارجية، مما يعني أن منحنى الطلب يساوي أيضًا المنفعة الاجتماعية للوحدة الإضافية، في حين يقيس منحنى العرض التكلفة الاجتماعية للوحدة الإضافية. لذلك، فإن توازن السوق، حيث يلبي الطلب العرض، هو أيضًا حيث تساوي المنفعة الاجتماعية الهامشية التكاليف الاجتماعية الهامشية. عند هذه النقطة، يتم تعظيم صافي المنفعة الاجتماعية، وهذا يعني أن هذه هي النتيجة ذات الكفاءة التوزيعية. عندما يفشل السوق في تخصيص الموارد بكفاءة، يقال أن هناك إخفاقًا في السوق. قد يحدث فشل السوق بسبب المعرفة غير الكاملة أو السلع المتفاوتة أو قوة السوق المركزة (مثل الاحتكار أو احتكار القلة) أو عوامل خارجية.
في نموذج السعر الواحد، عند نقطة الكفاءة التوزيعية يساوي التكلفة الحدية. عند هذه النقطة يتم تعظيم الفائض الاجتماعي مع عدم وجود خسارة في المكاسب القصوى. الكفاءة التوزيعية هي الأداة الرئيسية لتحليل الرفاهية لقياس تأثير الأسواق والسياسة العامة على المجتمع والمجموعات الفرعية التي تكون أفضل أو أسوأ حالاً.